# La Muse métaphysique
La Muse métaphysique – en italien La musa metafisica – est un tableau réalisé par le peintre italien Carlo Carrà en 1917. Cette huile sur toile métaphysique représente un intérieur dans lequel on remarque notamment une carte géographique, une cible, un objet géométrique multicolore et surtout un mannequin féminin portant une raquette et une balle. L'œuvre est conservée à la pinacothèque de Brera, à Milan.